# Radiologia

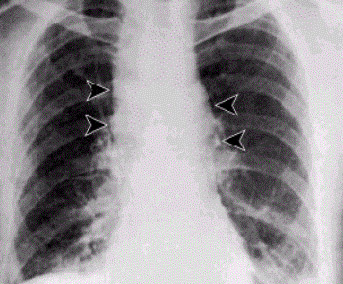
Radiografia di un soggetto che ha inalato antrace

La radiologia medica è la branca della medicina che si occupa della produzione e dell'interpretazione, a fini diagnostici o terapeutici, di alcune branche della diagnostica per immagini, tra cui le immagini radiologiche. È detta anche radiologia diagnostica o radiodiagnostica: questi termini sono di fatto equivalenti e derivano dal metodo base per l'ottenimento delle immagini radiologiche, l'utilizzo di radiazioni ionizzanti. 

## Descrizione
Visto che le radiazioni ionizzanti non sono l'unica forma di energia utilizzabile per ottenere immagini diagnostiche, attualmente si predilige la definizione generale di diagnostica per immagini, che si avvale infatti di tutte le tecniche oggi a disposizione per la produzione di immagini mediche a scopo diagnostico, differenziate a seconda del principio fisico che permette di ottenerle. In questo senso si distinguono oltre alla radiologia (che impiega raggi X producendo immagini radiografiche e immagini TC) anche l'ecografia (che utilizza ultrasuoni) e la risonanza magnetica (che fa uso del fenomeno fisico della risonanza dei nuclei atomici).
La PET (tomografia ad emissione di positroni) e la scintigrafia fanno capo, invece, alla medicina nucleare, impiegando isotopi radioattivi, anziché radiazioni ionizzanti, allo scopo di produrre immagini; lo specialista in questo ultimo campo è il medico nucleare.
La radiologia ha subito negli ultimi cinquanta anni uno sviluppo travolgente in ambito diagnostico e terapeutico ed occupa oggi un ruolo fondamentale ed imprescindibile nella diagnosi e nel trattamento di un numero sempre maggiore di patologie umane.
Il medico radiologo è uno specialista che, grazie alle capacità clinico-radiologiche acquisite e sfruttando le metodologie diagnostiche tecnologicamente avanzate si occupa, in collaborazione con gli altri specialisti medici, della gestione diagnostica e terapeutica del paziente.
Il tecnico sanitario di radiologia medica (tre anni di percorso formativo con laurea triennale appartenente alla classe delle lauree sanitarie) collabora con il medico radiologo nello svolgimento tecnico-pratico degli esami diagnostici, occupandosi in particolare della produzione delle immagini biomediche che verranno in seguito elaborate e interpretate dal medico radiologo, con formulazione finale da parte di quest'ultimo di una dettagliata relazione scritta (referto radiologico).

### Radiologia pediatrica
La radiologia pediatrica è la branca della radiologia che si occupa della diagnostica per immagini in ambito pediatrico: tale specialità nasce dall'esigenza che l'indagine radiologica nei bambini venga condotta con criteri diversi da quella degli adulti, sia per differenze morfologiche e anatomo-radiologiche, sia per problemi di tipo preventivo.

## Storia
Storicamente nasce qualche anno dopo la scoperta dei raggi X da parte di Wilhelm Conrad Röntgen, avvenuta nel 1895. Nel 1896 Antoine Henri Becquerel scopre la radioattività naturale dell'uranio. Nel 1898 Marie e Pierre Curie scoprono la radioattività del polonio e del radio.

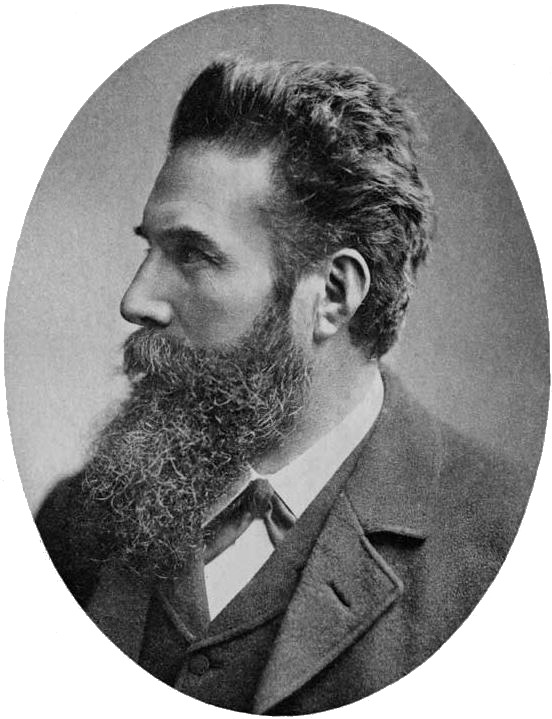
Wilhelm Conrad Röntgen
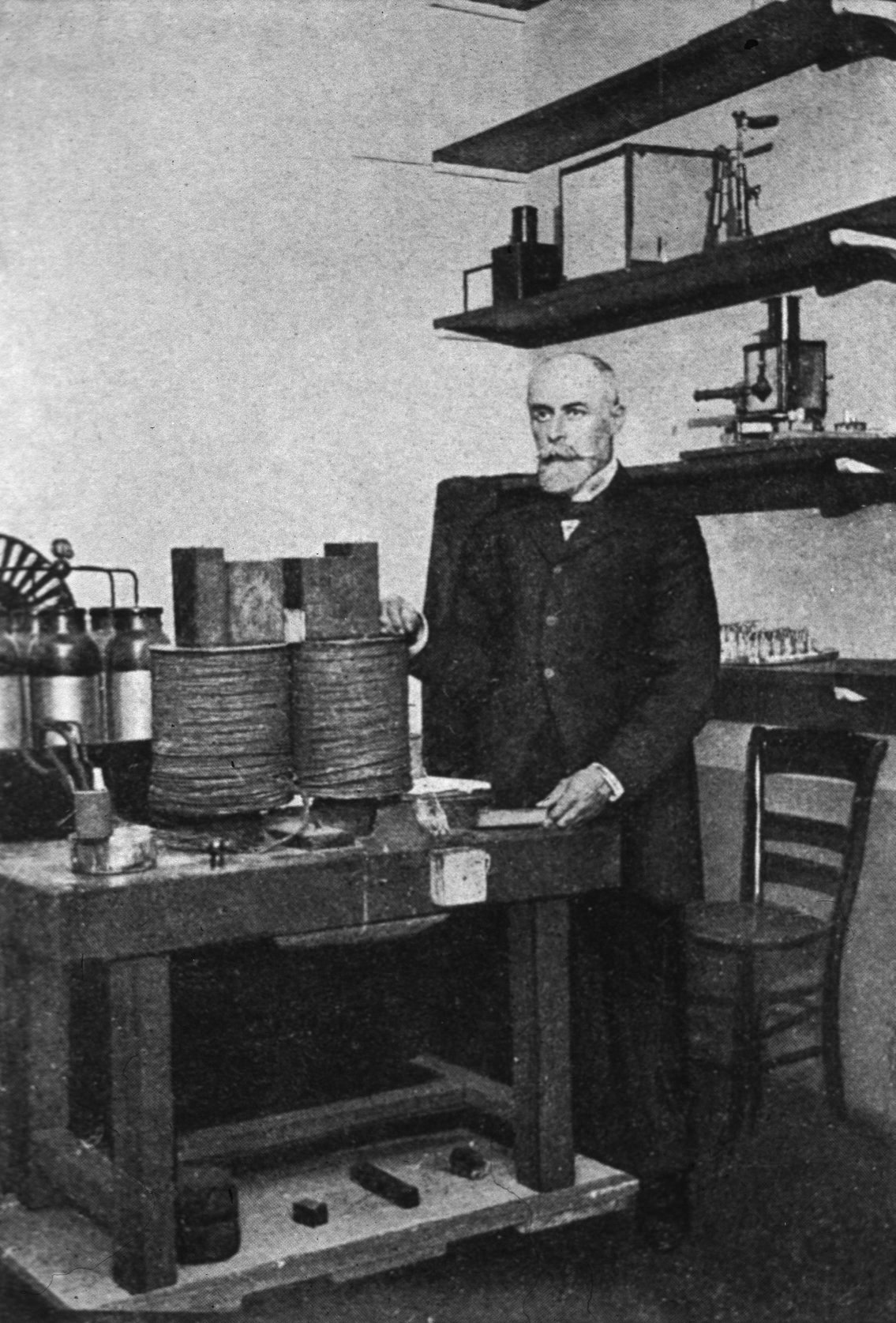
Becquerel in laboratorio
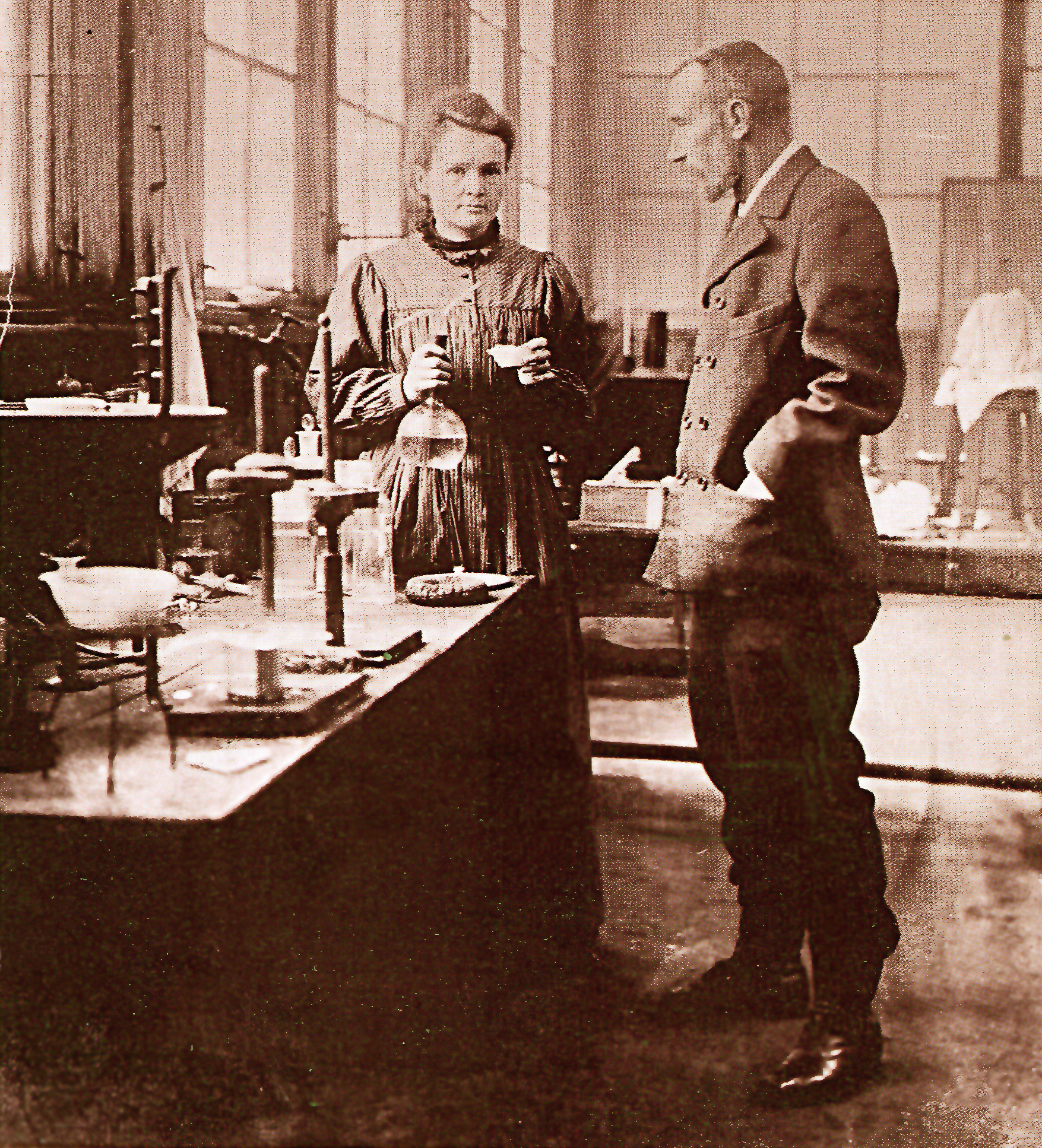
Marie e Pierre Curie
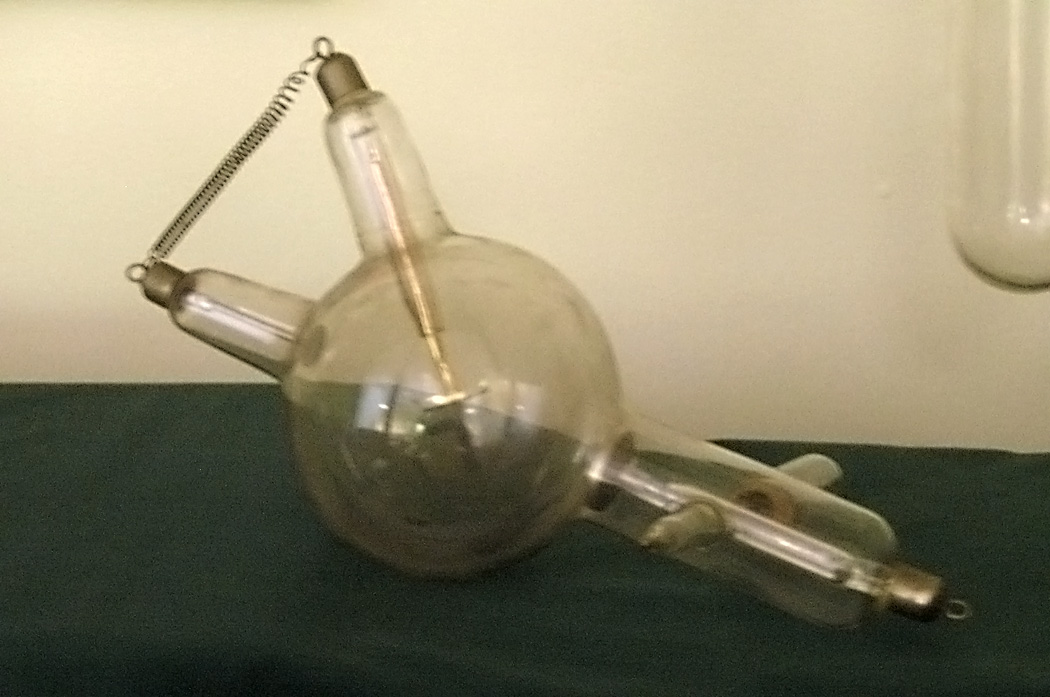
Tubo di Crookes
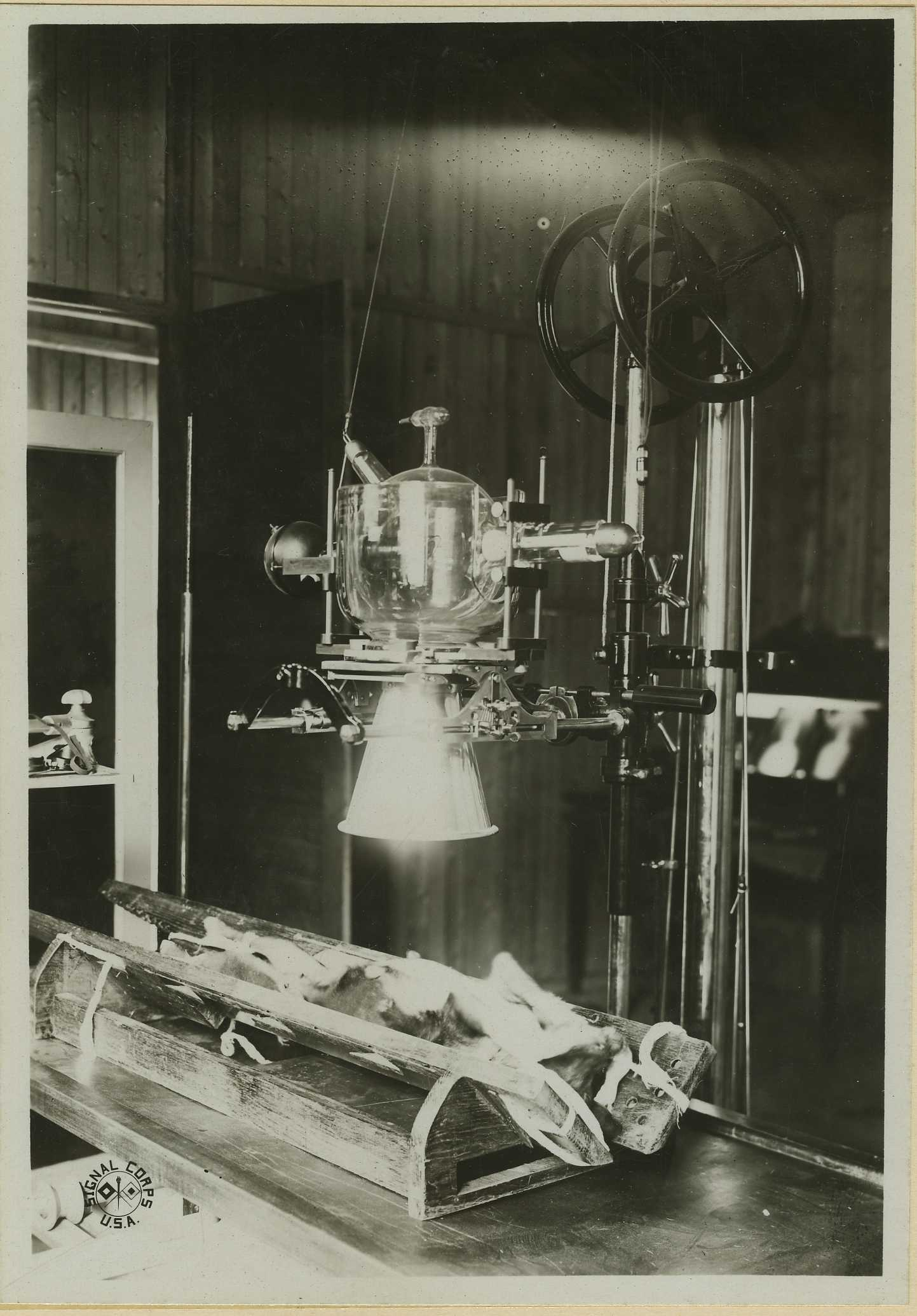
Apparecchio radiologico del 1918
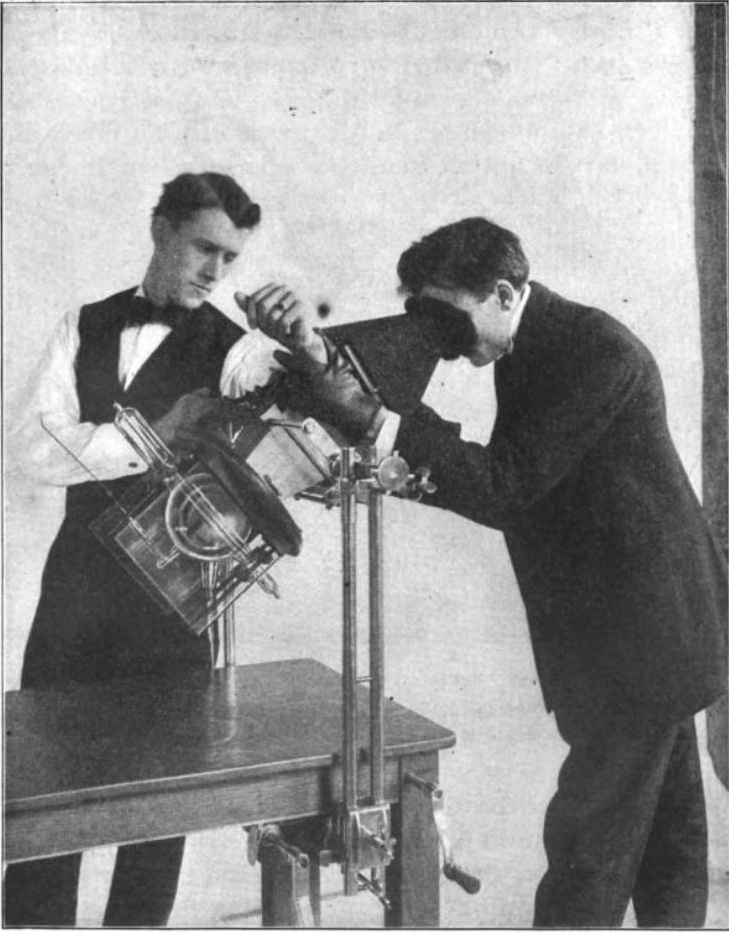
Esecuzione di una radioscopia nel 1910: non veniva presa nessuna misura radioprotezionistica.

Fino alla seconda metà del XX secolo, la radiologia restava l'unico metodo di esplorazione indiretto dell'interno del paziente; sul finire del Novecento vennero inventate ed assorbite nella branca radiologica altre tecniche di esplorazione non basate sull'utilizzo di radiazioni ionizzanti. Per questo motivo, pur restando il nome "radiologia" come indicativo delle indagini interne, oggi, talvolta, si preferisce la terminologia diagnostica per immagini.
Le immagini da raggi X sono ottenute generando, appunto, un potente fascio di raggi X per mezzo di un tubo radiogeno e facendolo passare attraverso il corpo del paziente. Tali raggi possono essere assorbiti dai tessuti del paziente, deviati dagli urti con gli atomi del corpo, oppure passare indisturbati e le frazioni in gioco dipendono dall'energia dei raggi utilizzati e dal tipo di tessuto irradiato.
Il fascio uscente dal paziente deve essere reso visibile; per questo motivo, nella prima metà del Novecento venivano usati opportuni strati di fosfori su vetro (fluoroscopia): i raggi X colpivano lo strato, che emetteva luce, ed il radiologo, di fronte al paziente (ed al fascio di radiazione), osservava quanto visibile sul vetro. Questa geometria, date le quasi nulle protezioni dalle radiazioni, generò molti casi di morte tra i radiologi.
La situazione migliorò notevolmente con l'uso di film fotografici messi a contatto con il paziente, all'interno di speciali contenitori che nascondevano il film alla luce. Impressionati dai raggi X, tali film (lastre) venivano poi sviluppati, tramite un procedimento fotografico; questo permetteva al radiologo di osservare con calma la radiografia, senza problemi di radiazione, su uno schermo illuminato in modo uniforme (negativoscopio o diafanoscopio).
Nella seconda metà del Novecento vennero introdotti schermi al tungstato di calcio da parte della francese DuPont, in grado di convertire i raggi X in luce: se posti a contatto con il film, dopo lo sviluppo, si aveva una radiografia, che da un lato era un po' meno definita nei dettagli, ma che in compenso permetteva di avere un'immagine con una dose di radiazioni ridotta almeno di un fattore 10, con riduzione del rischio per il paziente. Il film poteva anche essere sensibile su entrambe le facce, ciascuna a contatto con un schermo di rinforzo, in modo da ridurre ulteriormente la dose.
La situazione è migliorata negli anni sessanta, con l'introduzione di schermi alle "terre rare" (ossisolfuro di gadolinio) da parte dell'italiana Ferrania Technologies: l'efficienza aumentò e in corrispondenza la dose per esame fornita al paziente diminuì ulteriormente.
Ulteriori perfezionamenti riguardarono sia il film (aumento della qualità dell'immagine, sviluppo a tempi ridotti) che gli schermi di rinforzo (aumento dell'efficienza), portando questi sistemi vicini al limite tecnologico.
Negli anni trenta il radiologo italiano Alessandro Vallebona ha proposto una metodica per rappresentare un solo strato del corpo sulla pellicola radiografica: questo esame porta il nome di stratigrafia. Sfruttando principi di geometria proiettiva, con la pendolazione del tubo radiogeno, tutti i piani al di sopra e al di sotto dello strato di interesse vengono eliminati. La stratigrafia ha rappresentato fino alla metà degli anni ottanta uno dei pilastri della diagnostica radiologica, ma grazie all'avvento del calcolatore è stata progressivamente soppiantata.
Nel 1947 Arturo Gilardoni immette sul mercato la Ortogil, di cui è presente un esemplare al Museo di Storia della Medicina del Salento, una delle prime apparecchiature mobili di diagnostica per immagini.
Per la quantità di dati da gestire, la radiologia è stata storicamente fra i primi servizi ospedalieri a dotarsi di sistemi informatici:
- per la gestione dei dati dei pazienti (RIS)
- per la gestione delle immagini (PACS)

## Le tecniche radiodiagnostiche
La radiologia sfrutta come principali tecniche:
- Radiografia convenzionale
- Ecografia
- Tomografia computerizzata
- Angiografia
- Imaging a risonanza magnetica (RM)
- Radiografia con tecnica a basso dosaggio di radiazioni (EOS)

L'ecografia e la risonanza magnetica non necessitano di radiazioni ionizzanti; appartengono in ogni caso a pieno titolo al corpus radiologico: in particolare, il medico radiologo è il più competente in materia di risonanza magnetica rispetto ad altre figure professionali, essendo la specializzazione in Radiologia diagnostica e interventistica l'unica scuola a prevedere la formazione per l'imaging a risonanza magnetica.
In realtà, la figura del medico radiologo risulta centrale e necessaria non solo per la corretta esecuzione ed interpretazione delle immagini radiologiche, ma anche da un punto di vista squisitamente medico-legale, in quanto le tecniche che prevedono l'impiego delle radiazioni ionizzanti a scopo diagnostico sono realizzabili, per legge, solo e unicamente da questa figura professionale.
Inoltre, il medico radiologo è l'unico medico in grado di definire correttamente la scelta tra le tecniche di diagnostica per immagini, al fine di rispondere in maniera ottimale al quesito clinico; oltre a ciò, egli è l'unico in grado di effettuare un bilancio della dose di radiazione erogata al paziente e mettere in atto tutte le tecniche disponibili al fine di ridurla al minimo, riducendo i rischi di cancerogenesi radio-indotta.
Infine il medico radiologo, proprio in virtù della conoscenza della maggior parte delle tecniche di diagnostica per immagini, risulta l'unico in grado di operare una sintesi, integrando le informazioni derivanti da ciascuna di esse.

## Procedure terapeutiche
Oltre ad occuparsi del fondamentale momento diagnostico, la radiologia permette di effettuare anche interventi terapeutici. La radiologia interventistica garantisce oggigiorno procedure mini invasive sicure ed efficaci che affiancano e in diversi casi possono sostituire gli analoghi interventi di chirurgia tradizionale.

## Radiologia domiciliare
La radiologia domiciliare è la branca della radiologia che si occupa della realizzazione di esami radiologici al domicilio del paziente; si tratta di un servizio complementare a quello di radiologia tradizionale, a causa delle limitazioni tecnologiche delle apparecchiature che possono essere portate al domicilio del paziente.